# María Figueras
María Figueras (1976) es una actriz argentina de teatro, cine y televisión, y también se desempeña como profesora de actuación.

## Formación
Hija de Daniel Figuereido y Elena Petraglia, actores ambos y es hermana de la también actriz Malena Figo, desde su niñez comenzó a desarrollarse en la actuación. Hizo varios cástines y cuando tenía 18 años fue elegida para formar parte de la novela Life College, de la productora Cris Morena. Luego de eso fue parte del elenco de numerosos programas de televisión, y también comenzó a actuar en teatro por consejo de los colegas de sus padres.
Su formación actoral se dio con Augusto Fernandes, Agustín Alezzo, Lizardo Laphiz, Juan Carlos Gené y Verónica Oddó. Además estudió canto, danza, foniatría, circo, tanto y tap.

## Obra

### Teatro
- Los hijos se han dormido
- La gaviota
- El Desarrollo de la Civilización venidera
- Domingo
- Espía a una mujer que se mata
- En auto
- Eclipse en camino
- Un hombre que se ahoga
- La novia de los forasteros
- Oscar
- En casa
- Qué supimos conseguir
- Un león bajo el agua
- Tablas de sangre
- Instrucciones para un coleccionista de mariposas
- Mujeres soñaron caballos
- Fragmentos de un amor contrariado
- A propósito de la duda
- Los siete gatitos

### Cine
- 2024 - Miranda de viernes a lunes
- 2018 - Baldío
- 2018 - La otra piel
- 2011 - Topos
- 2008 - La cámara oscura
- 2007 - Tres de corazones
- 2004 - Erre Way,4 caminos
- 2003 - Public/Private (cortometraje)
- 1998 - La nube dir. Pino Solanas

### Televisión
- 2025 - En el barro como Dra. Flores
- 2025 - Atrapados
- 2025 - Los MacAnimals
- 2024 - Somos
- 2012 - La dueña
- 2005 - Un cortado
- 2005 - Afectos especiales
- 2004 - Los Pensionados
- 2003 - Son Amores
- 2003 - Pueblo Chico
- 2001 - Luna Salvaje
- 2000 - Primicias
- 2000 - Calientes
- 1999 - Gasoleros
- 1999 - Mamitas
- 1999 - Mi ex
- 1998 - Ricos y Famosos
- 1998 - Las Chicas de Enfrente
- 1997 - Naranja y Media
- 1997 - Amor Sagrado
- 1996 - 90-60-90. Modelos
- 1995 - Por Siempre Mujercitas
- 1995 - Con Alma de Tango
- 1995 - La Hermana Mayor
- 1994 - Life College

## Premios y distinciones
- 2009 - Premio Revista Siglo 23 por El desarrollo de la civilización venidera.
- 2007 - Premios del Mundo por Espía a una mujer que se mata (nominación a la Mejor Actuación Femenina)
- 2005 - Premio Clarín por En Auto (nominada a Mejor Actriz de Reparto)
- 2006 - Premio A.C.E por En Auto (nominada como Mejor actriz de reparto de comedia y/o comedia dramática)